# Чумак (Чернігівський район)
Чума́к —  село в Україні, у Ріпкинській селищній громаді Чернігівського району Чернігівської області. Населення становить 40 осіб. До 2020 орган місцевого самоврядування — Вишнівська сільська рада.

## Історія
12 червня 2020 року, відповідно до розпорядження Кабінету Міністрів України № 730-р «Про визначення адміністративних центрів та затвердження територій територіальних громад Чернігівської області», увійшло до складу Ріпкинської селищної громади.
19 липня 2020 року, в результаті адміністративно - територіальної реформи та ліквідації Ріпкинського району, село увійшло до складу Чернігівського району Чернігівської області.

## Населення

### Мова
Розподіл населення за рідною мовою за даними перепису 2001 року:
| Мова       | Кількість | Відсоток |
| ---------- | --------- | -------- |
| українська | 39        | 97.5%    |
| російська  | 1         | 2.5%     |
| Усього     | 40        | 100%     |